# Municipio de Hardy (condado de Lee)
El municipio de Hardy (en inglés: Hardy Township) es un municipio ubicado en el condado de Lee en el estado estadounidense de Arkansas. En el año 2010 tenía una población de 11 habitantes y una densidad poblacional de 0,21 personas por km².

## Geografía
El municipio de Hardy se encuentra ubicado en las coordenadas 34°42′38″N 90°35′3″O / 34.71056, -90.58417. Según la Oficina del Censo de los Estados Unidos, el municipio tiene una superficie total de 52.05 km², de la cual 47,42 km² corresponden a tierra firme y (8,89 %) 4,63 km² es agua.

## Demografía
Según el censo de 2010, había 11 personas residiendo en el municipio de Hardy. La densidad de población era de 0,21 hab./km². De los 11 habitantes, el municipio de Hardy estaba compuesto por el 81,82 % blancos, el 18,18 % eran afroamericanos. Del total de la población el 0 % eran hispanos o latinos de cualquier raza.